# 阿旺日
阿旺日（法語：Havange，法語發音：[avɑ̃ʒ]）是法国摩泽尔省的一个市镇，位于该省西北部，属于蒂永维尔区。

## 地理
阿旺日（49°23'18"N, 5°59'37"E）面积9.65 平方千米，位于法国大東部大區摩泽尔省，该省份为法国东北部内陆省份，是洛林的一部分，西南接默尔特-摩泽尔省，东临下莱茵省，北与卢森堡和德国接壤。
与阿旺日接壤的市镇（或旧市镇、城区）包括：丰图瓦、昂日维莱、布朗日、罗雄维莱、特雷桑日。

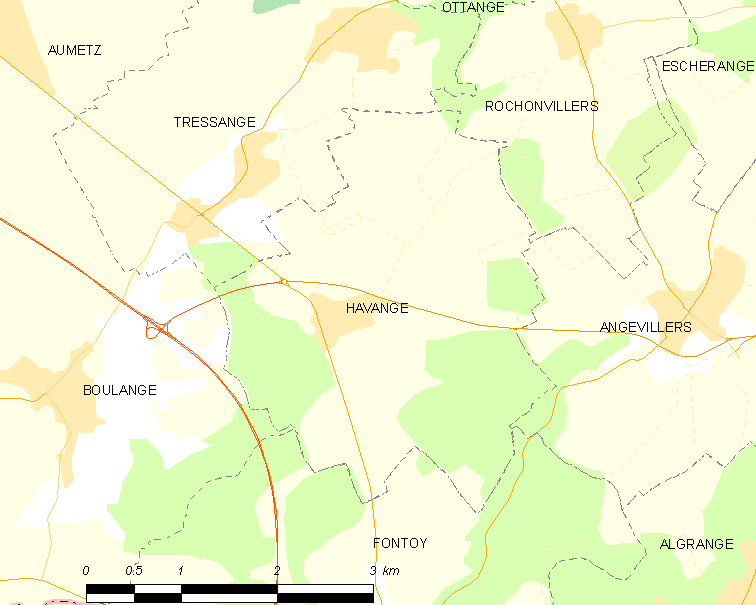
阿旺日的OSM定位图

阿旺日的时区为UTC+01:00、UTC+02:00（夏令时）。

## 行政
阿旺日的邮政编码为57650，INSEE市镇编码为57305。

## 政治
阿旺日所属的省级选区为阿尔格朗日县。

## 人口

1962-2008年间阿旺日人口变化图示

阿旺日于2022年1月1日时的人口数量为451人。